# Classe Re Umberto
La classe Re Umberto était un groupe de trois navires cuirassés construits pour la marine royale italienne (Regia Marina) dans les années 1880 et 1890.
Les navires - Re Umberto, Sicilia et Sardegna - ont été construits comme l'aboutissement d'un important programme d'expansion navale commencé dans les années 1870 après la défaite de l'Italie à la bataille de Lissa en 1866. Les "Re Umberto" incorporaient plusieurs innovations par rapport aux conceptions italiennes précédentes, notamment une disposition plus efficace de la batterie principale, l'installation de télégraphes sans fil et, dans le cas du Sardegna, la première utilisation de moteurs à vapeur à triple expansion dans un navire-capital (Capital ship) italien. Conçus par Benedetto Brin, ils ont conservé la protection blindée très mince et les vitesses de pointe élevées de ses conceptions précédentes.
Les trois navires ont servi dans l'escadron actif pendant la première décennie de leur carrière, qui s'est avérée sans incident. Ils ont été transférés à l'escadron de réserve en 1905 et, lorsque la guerre italo-turque a éclaté en 1911, ils servaient de navires-écoles. Ils fournissent un appui-feu aux troupes italiennes combattant en Libye pendant le conflit et participent à la prise de plusieurs ports ottomans, dont Tripoli. Pendant la Première Guerre mondiale, le Sardegna est utilisé comme navire de garde à Venise, tandis que le Re Umberto sert de batterie flottante à Brindisi et que le Sicilia est réduit à un navire de dépôt. Les trois navires ont survécu à la guerre et ont été démolis pour la ferraille au début des années 1920.

## Conception
À partir des années 1870, après la défaite de la flotte italienne à la bataille de Lissa, les Italiens ont entamé un vaste programme d'expansion navale, visant à contrer la marine austro-hongroise. La classe Re Umberto était le point culminant de la première phase du programme, qui a vu la construction de dix cuirassés modernes ; ces navires ont permis à l'Italie de disposer de la troisième plus grande marine du monde, après la Grande-Bretagne et la France. Les trois "Re Umberto" ont été conçus par Benedetto Brin, alors président du Comité des projets navals, et qui avait supervisé la majeure partie du programme de construction de cuirassés. Les deux premiers navires ont été autorisés en 1883, et en 1885, Brin, qui était alors ministre de la Marine, a proposé un troisième navire.

## Caractéristiques générales et machinerie

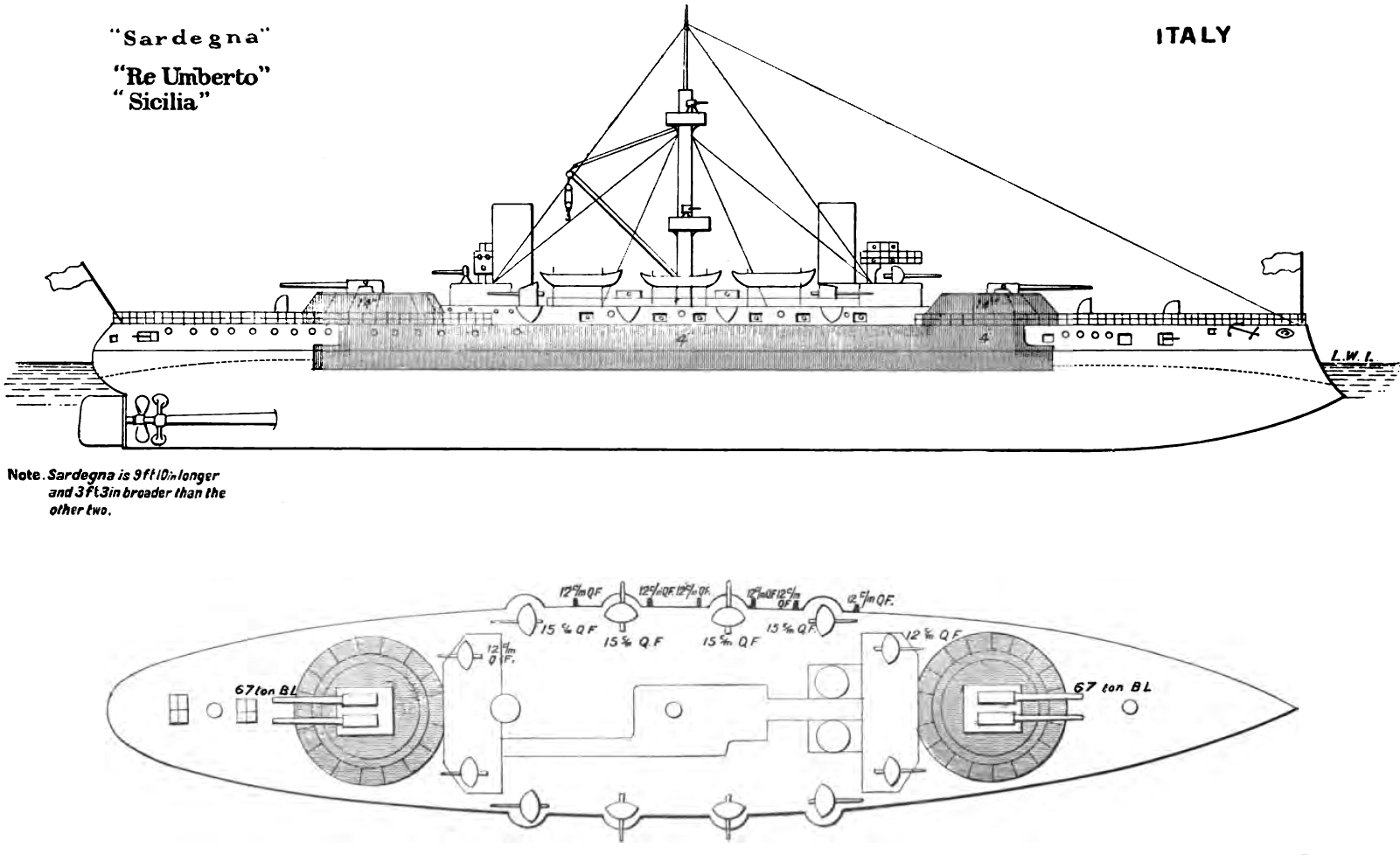
Plan et dessin de profil de la classe "Re Umberto".

Les trois navires de la classe différaient légèrement dans leurs dimensions ; le Re Umberto et le Sicilia avaient la même longueur et la même largeur, mais le Sardegna était plus long. Les navires avaient une longueur totale de 127,6 à 130,73 mètres ; tous trois avaient une largeur de 23,44 m. Les trois navires ont un déplacement de 13 058 à 13 673 tonnes longues (13 268 à 13 892 tonnes) en temps normal et de 14 842 à 15 454 tonnes longues (15 080 à 15 702 t) à pleine charge, le Sicilia étant le plus léger et le Re Umberto le plus lourd. Les deux premiers navires avaient un tirant d'eau de 9,29 m, tandis que la coque plus longue du Sardegna lui donnait un tirant d'eau réduit, de 8,84 m. Les navires étaient équipés d'un seul mât militaire avec deux tops de combat au milieu du navire. Le Sardegna est l'un des premiers navires de guerre équipés du nouveau télégraphe sans fil de Guglielmo Marconi. Les équipages des navires variaient également en taille, de 733 officiers et hommes à bord du Re Umberto, à 736 pour le Sicilia et 794 sur le Sardegna.
Le système de propulsion du Re Umberto et du Sicilia consistait en une paire de moteurs à vapeur composés horizontaux entraînant chacun une hélice unique, la vapeur étant fournie par dix-huit chaudières cylindriques à tubes de fumée alimentées au charbon Ansaldo & C., sur la base d'un projet de Maudslay, Sons and Field. Le Sardegna reçoit à la place une paire de machines à vapeur à triple expansion, avec le même nombre et le même type de chaudières; c'est le premier navire de guerre italien à être équipé de moteurs à triple expansion. Les chaudières du navire étaient regroupées dans trois cheminées, deux côte à côte juste à l'arrière de la tour de contrôle, et la troisième plus à l'arrière. Les moteurs du Re Umberto produisaient une vitesse de pointe de 18,5 nœuds (34,3 km/h) à 19 500 chevaux-vapeur (14 500 kW), tandis que le Sicilia atteignait 20,1 nœuds (37,2 km/h) à 19 131 chevaux-vapeur (14 266 kW) et le Sardegna 20,3 nœuds (37,6 km/h) à 22 800 chevaux-vapeur (17 000 kW). Les chiffres précis du rayon d'action de chaque navire n'ont pas été conservés, mais les navires de sa classe pouvaient parcourir de 4 000 à 6 000 milles nautiques (7 400 à 11 100 km) à la vitesse de 10 nœuds (19 km/h).

## Armement et blindage

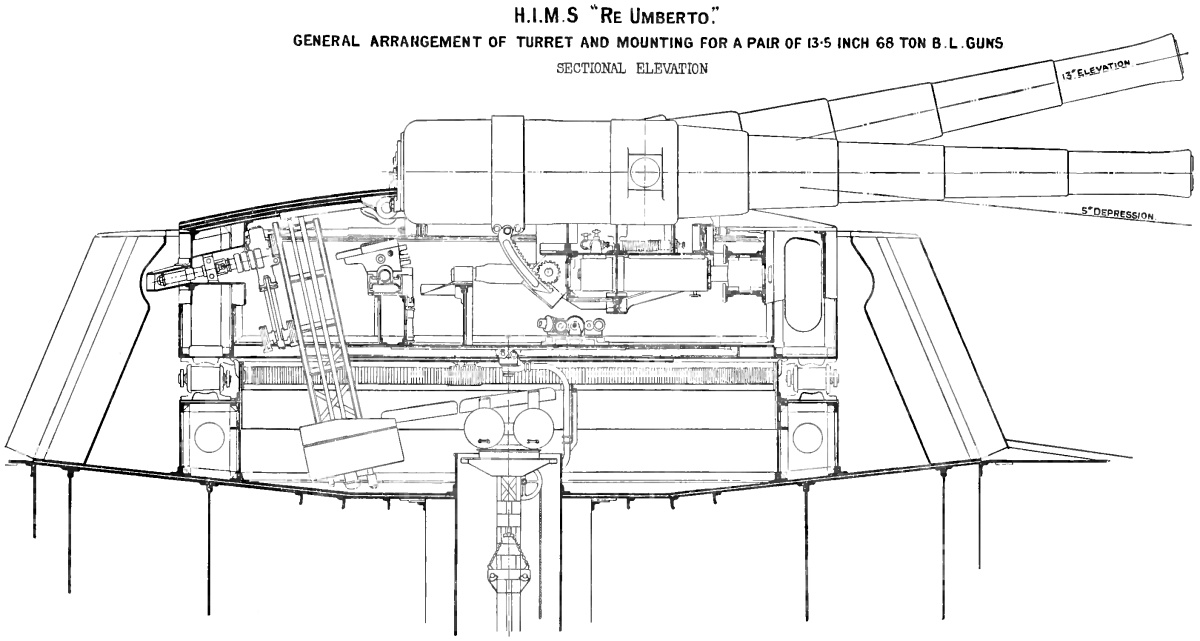
Diagramme d'élévation de la tourelle du canon de 13,5 pouces.

Les navires de la classe Re Umberto étaient armés d'une batterie principale de quatre canons de 343 mm (13,5 pouces) de calibre 30, montés dans deux tourelles jumelles, une à chaque extrémité du navire. Cette disposition était plus efficace que celle utilisée dans les conceptions précédentes, les deux paires de canons étant montées dans une barbette centrale qui limitait leurs angles de tir. Les canons étaient du type Pattern B fabriqué par Armstrong Whitworth. Ces canons tiraient des obus perforants coiffés de 570 kg avec une charge de poudre brune de 230 kg, qui produisait une vitesse initiale de 575 m/s (mètres par seconde - 1 886 ft/s). Les canons pouvaient s'élever jusqu'à 15 degrés et s'abaisser jusqu'à -5 degrés ; l'élévation était contrôlée à la main et le chargement nécessitait que les canons soient élevés à 15 degrés.
Ils portaient une batterie secondaire de huit canons de 152 mm (6 pouces) de calibre 40 placés séparément dans des supports blindés au sommet du pont supérieur, avec quatre canons sur chaque flanc. La défense à courte portée contre les torpilleurs était assurée par une batterie de seize canons de 120 mm (4,7 pouces) dans des casemates sur le pont supérieur à bord du Re Umberto, huit sur chaque flanc. Le Sicilia et le Sardegna possédaient tous deux vingt de ces canons, soit dix par côté. Ils étaient soutenus par seize canons de 57 mm (2,2 pouces) de calibre 43 et dix canons de 37 mm (1,5 pouces). Comme c'était la coutume pour les navires capitaux de l'époque, ils portaient cinq tubes lance-torpilles de 450 mm (17,7 pouces) dans des lanceurs au-dessus de l'eau. Les torpilles portaient une ogive de 41 kg et avaient une portée de 400 m à une vitesse de 30 nœuds (56 km/h).
Les navires étaient légèrement blindés pour leur taille ; les économies de poids permettaient une vitesse de pointe élevée, ce qui était typique des navires italiens de l'époque. C'était particulièrement vrai pour ceux conçus par Brin, qui soutenait que la technologie de blindage de l'époque ne pouvait pas vaincre les canons lourds contemporains. Le blindage des navires était constitué d'acier fabriqué par Schneider-Creusot. Ils étaient protégés par un blindage de ceinture de 102 mm d'épaisseur, avec un pont blindé de 76 mm d'épaisseur. Leurs tours de contrôle avant étaient blindées avec 300 mm de plaque d'acier sur les côtés. Les tourelles de la batterie principale avaient des faces de 4 pouces d'épaisseur et les barbettes de soutien avaient une épaisseur d'acier de 349 mm. Les canons secondaires avaient des boucliers de 51 mm d'épaisseur.

## Unités
| Nom        | Chantier                                  | Quille posée    | Lancement         | Achevé le       |
| ---------- | ----------------------------------------- | --------------- | ----------------- | --------------- |
| Re Umberto | Chantier naval de Castellammare di Stabia | 10 juillet 1884 | 17 octobre 1888   | 16 février 1893 |
| Sicilia    | Arsenal de Venise                         | 3 novembre 1884 | 6 juillet 1891    | 4 mai 1895      |
| Sardegna   | Arsenal de La Spezia                      | 24 octobre 1885 | 20 septembre 1890 | 16 février 1895 |

## Service

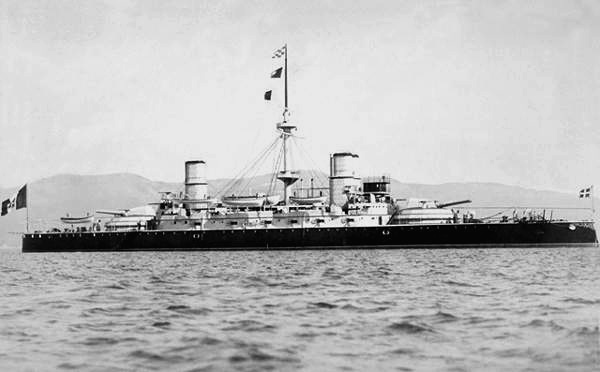
Le Sardegna au début de sa carrière

Au cours de leur première décennie de service, les trois navires ont servi dans l'escadron actif de la flotte italienne, bien que leurs premières carrières aient été sans histoire. Le Re Umberto et le Sardegna se sont rendus en Grande-Bretagne et en Allemagne en 1895, cette dernière à l'occasion de l'ouverture du canal Kaiser Wilhelm,. Les navires ont participé à une démonstration navale internationale au large de la Crète en 1897 avant la guerre gréco-turque. En 1905, les trois navires ont été transférés à l'escadron de réserve, après avoir été remplacés par les cuirassés pré-dreadnought plus modernes des classes Ammiraglio di Saint Bon et Regina Margherita.
Les trois navires ont connu une action significative pendant la guerre italo-turque de 1911-1912, menant principalement des opérations de soutien aux troupes italiennes combattant en Libye. D'octobre à décembre 1911, les navires étaient stationnés au large de Tripoli, où ils ont bombardé les défenses ottomanes pour préparer le débarquement initial, puis ont fourni un appui-feu aux forces italiennes après qu'elles ont pris la ville. Après être retournés en Italie pour se réapprovisionner, les navires ont été chargés d'escorter des convois de troupes pour attaquer d'autres ports en Libye de juin à août 1912.
Après la guerre, le Sicilia est devenu un navire de dépôt pour le nouveau dreadnought Giulio Cesare à Tarente, et le Re Umberto est devenu un navire de dépôt à Gênes. Après l'entrée du royaume d'Italie dans la Première Guerre mondiale en 1915, le Sardegna est stationné à Venise comme navire amiral des forces navales défendant le port et le Re Umberto reprend du service comme batterie flottante à Brindisi. Après la défaite catastrophique de la bataille de Caporetto en novembre 1917, le Sardegna est retiré de Venise pour être transféré à Brindisi,, puis à Tarente. En 1918, le Re Umberto a été transformé en navire d'assaut pour l'attaque prévue de la principale base navale austro-hongroise de Pola, mais la guerre a pris fin avant que l'attaque ne puisse avoir lieu. Il est rayé de la lis  de la Marine en 1920 et mis à la casse ; le Sicilia et le Sardegna suivent en 1923.